# Stelios Parpas
Stelios Parpas (in greco: Στέλιος Πάρπας; Limisso, 25 luglio 1985) è un calciatore cipriota, difensore dell'Anorthōsis Mouttagiakas.

## Carriera

### Club
Ha disputato tutta la carriera in squadre cipriote, tranne nel 2010 in cui è passato in prestito allo Steaua Bucarest.

### Nazionale
Tra il 2011 e il 2016 ha disputato con la maglia della nazionale 3 presenze.